# Элахийе

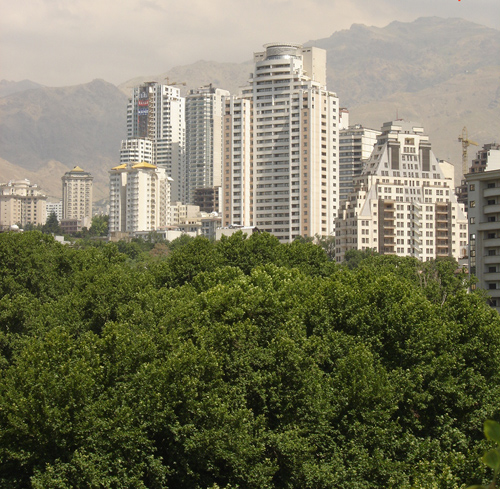
Новостройки Элахийе на фоне Эльбурса, вид из клуба посольства России.

Элахи́йе (перс. الهیه‎) — престижный район в северном Тегеране. Входит в городскую агломерацию Большой Тегеран в составе шахрестана Шемиранат. В Элахийе расположена самая дорогая недвижимость в Тегеране. Кроме того, в районе находится множество дипломатических представительств, в том числе посольства Швейцарии и Кубы, а также клуб российского посольства.
Проспект Фереште́ («Проспект Архангелов») — средоточие деловой жизни северного Тегерана. Здесь расположено огромное количество магазинов, ресторанов и представительств иностранных фирм. До вхождения в состав Тегерана район Элахийе находился в собственности Мозафереддин-шаха, а затем — его дочери, ставшей самой богатой жительницей Ирана.